# Fallout (seria)
Fallout – seria postapokaliptycznych komputerowych gier fabularnych stworzona przez Interplay Entertainment. Chociaż akcja osadzona jest w XXII i XXIII wieku, retrofuturystyczne realia i oprawa graficzna nawiązują do powojennej kultury Ameryki lat 50. XX wieku, stanowiąc połączenie nadziei na stworzenie nowych technologii i strachu przed nuklearną zagładą (stąd też tytuł serii, oznaczający opad promieniotwórczy). Seria uznawana jest za duchowego spadkobiercę gry Wasteland z 1988 roku. Chociaż nie są one ze sobą powiązane, założenia świata, jego mieszkańcy, miejsca i postaci w obu z nich są podobne pod wieloma względami.
Dwie pierwsze gry, Fallout i Fallout 2, stworzone zostały przez Black Isle Studios. W 2001 roku wydano taktyczną grę fabularną Fallout Tactics: Brotherhood of Steel stworzoną przez studia Micro Forté i 14 Degrees. W 2004 roku Interplay zamknęło Black Isle Studios, kontynuując jednocześnie prace nad Fallout: Brotherhood of Steel – przeznaczoną na Xboksa i PlayStation 2 grą akcji z elementami RPG. Trzecia główna odsłona serii, Fallout 3, została stworzona przez Bethesdę Softworks i wydana w 2008 roku, z kolei w 2010 ukazał się stworzony przez Obsidian Entertainment Fallout: New Vegas. 10 listopada 2015 wydany został Fallout 4, zaś 14 listopada 2018 premierę miał Fallout 76.
Prawa do tworzenia gier z serii posiada Bethesda Softworks. Niedługo po nabyciu praw przekazała ona Interplay prawa do stworzenia massively multiplayer online role-playing game bazującej na świecie Fallouta, jednak – jak stwierdziła Bethesda – nie dotrzymano warunków umowy. Sąd rozstrzygnął sprawę na korzyść Bethesdy. Tworzone przez Interplay MMORPG nigdy nie wyszło poza fazę beta.
10 kwietnia 2024 odbyła się premiera pierwszego sezonu serialu Fallout, osadzonego w świecie przedstawionym w grach.

## Realia

### Miejsce akcji
Akcja serii osadzona jest w Stanach Zjednoczonych w alternatywnej historii, w której inaczej potoczyły się losy po zakończeniu II wojny światowej. Nie wynaleziono tranzystorów, a kamieniem milowym dla rozwoju nauk były lampy elektronowe i fizyka atomowa, co doprowadziło do rozwoju technologicznych aspiracji ery atomowej i zahamowaniu społeczeństwa w kulturze lat 50. XX wieku. Wykształciło się socjotechnologiczne status quo, w którym zaawansowane roboty, samochody z napędem nuklearnym, bronie energetyczne i inne futurystyczne technologie współistniały z komputerami czy telefonami z lat 50., a zimnowojenna paranoja była wszechobecna w amerykańskim społeczeństwie również w XXI wieku.
Na ponad sto lat przed wydarzeniami z gier kryzys energetyczny spowodowany wyczerpaniem zapasów ropy doprowadził do okresu nazywanego wojnami o surowce – serii konfliktów zapoczątkowanych w kwietniu 2052 roku wojną pomiędzy Wspólnotą Europejską a Bliskim Wschodem. W następnych latach rozwiązana została Organizacja Narodów Zjednoczonych, Stany Zjednoczone zaanektowały Kanadę, a Chiny rozpoczęły okupację Alaski. Wszystkie te wydarzenia ostatecznie doprowadziły do wielkiej wojny w roku 2077 – dwugodzinnego ostrzeliwania się pociskami nuklearnymi na apokaliptyczną skalę. W jej wyniku powstały postapokaliptyczne Pustkowia Stanów Zjednoczonych, będące miejscem akcji gier z serii.

### Krypty
Przewidując możliwość wojny nuklearnej, w 2054 roku rząd Stanów Zjednoczonych rozpoczął narodowy projekt budowy schronów przeciwatomowych znanych jako krypty. Zaprojektowane zostały one rzekomo przez rządowego podwykonawcę Vault-Tec jako publiczne schrony finansowane z obligacji śmieciowych, a każdy z nich pomieścić miał tysiące ludzi. Każda z krypt miała być samowystarczalna, przez co w teorii mogły służyć mieszkańcom w nieskończoność. Tym niemniej projekt budowy krypt nigdy nie miał na celu ponownego zaludnienia Stanów Zjednoczonych w przypadku najczarniejszego ze scenariuszy. Konieczne było wybudowanie około czterystu tysięcy schronów, jednak zlecono i wybudowano jedynie 122. Krypty stały się częścią tajemnego i nieetycznego eksperymentu społecznego mającego na celu określić efekty innych wpływ środowiskowych i psychologicznych na ich mieszkańców. Każda krypta miała inne założenia: w jednej żyły wyłącznie klony określonej osoby, w innej sprzęt do szycia ubrań nieustannie ulegał awarii, w innej nie zapewniono żadnych rozrywek, w kolejnej corocznie poświęcano jednego mieszkańca (z reguły nadzorcę), w jednej liczba kobiet i mężczyzn była wysoce nieproporcjonalna do potrzeb, gdzie indziej mieszkańcy zostali wystawieni na działanie wirusa wymuszonej ewolucji (FEV), a jeszcze gdzie indziej nigdy nie zamykały się wrota do schronu, przez co mieszkańcy narażeni byli na niebezpieczne promieniowanie. Wzniesiono również kilka krypt kontrolnych w celu porównywania danych z nich z tymi zebranymi ze schronów, w których celowo wprowadzono usterki, jednak zostały one stworzone najmniejszym nakładem kosztów, ponieważ priorytetem były krypty eksperymentalne. Wiele eksperymentów jednak nie powiodło się ze względu na nieprzewidziane wydarzenia. W niemałej liczbie krypt panowała tak autodestruktywna atmosfera, że kiedy zostały otwarte przez innych ocalałych, od dawna służyły już one de facto jako grobowce.

### Świat po wojnie nuklearnej
W latach następujących po wielkiej wojnie Stany Zjednoczone zamieniły się w postapokaliptyczne środowisko znane jako Pustkowia. Wojna i następująca po niej nuklearna zagłada znacząco przerzedziły liczbę mieszkańców krajów, a ogromne połacie ziemi niszczały z zaniedbania. Wszelkie źródła wody i żywności zostały napromieniowane lub wystawione na działanie promieniowania, zaś broń biologiczna nieumyślnie wystrzelona podczas wojny spowodowała mutację niemalże wszystkich form życia. Zdecydowana większość infrastruktury popadła w ruinę. Powszechną formą płatności jest barter, zaś walutą stały się kapsle z butelek po napojach gazowanych. Większość miast i osad jest wyludniona – zostały one ograbione albo porzucone na rzecz mniejszych, prowizorycznych społeczności rozproszonych po całych Pustkowiach.
Wiele osób, którym nie udało się dostać do krypt, przeżyło, jednak znaczna ich liczba pod wpływem promieniowania zamieniła się w istoty nazywane ghulami. Chociaż żyją one dłużej od ludzi, większość straciła owłosienie, a ich skóra uległa rozkładowi, przez co przywodzą na myśl zombie, a ich głosy nierzadko są chrapliwe. Wiele ghuli żywi nienawiść do ludzi – albo z zazdrości, albo ze względu na bycie przez nich dyskryminowanymi. Ze względu na znaczną ekspozycję na promieniowanie większość z nich z czasem zamieniła się w zdziczałe ghule – bezmyślne agresywne istoty, kierujące się wyłącznie instynktem.

### Stronnictwa
Chociaż Pustkowia są domem dla niezliczonych samowystarczalnych grup, istnieje na nich również kilka stronnictw mających znaczenie na całym terenie dawnych Stanów Zjednoczonych. Często są one głównymi graczami w większych wydarzeniach będących osią fabuły gier z serii.
- Bractwo Stali – grupa, której celem jest zbieranie i zachowywanie przedwojennej wiedzy i technologii. Wykonują swoje zadanie z religijnym oddaniem, a wielu członków Bractwa jest potomkami amerykańskich wojskowych, którzy przeżyli wielką wojnę. Postrzegane jako ksenofobiczne, Bractwo uważa, że są jedynymi prawowitymi spadkobiercami przedwojennej technologii, co prowadzi do konfliktów z innymi stronnictwami. Tym niemniej na Wschodnim Wybrzeżu, w rejonie dawnego Waszyngtonu, obecnie znanym jako Stołeczne Pustkowia, Bractwo pełni funkcję obrońców Pustkowi, aktywnie walcząc z supermutantami i pomagając dystrybuować wodę zdatną do picia. Organizacja pojawia się również w grze Fallout: New Vegas. Jej siedziba znajduje się w bunkrze w Ukrytej Dolinie.
- Enklawa – stronnictwo stworzone z niedobitków przedwojennego rządu Stanów Zjednoczonych, pełniące funkcję głównego antagonisty w Fallout 2 i Fallout 3. Posiada dostęp do zaawansowanych przedwojennych technologii, takich jak ulepszone pancerze czy broń plazmowa. Głównym celem Enklawy jest wyeliminowanie z Pustkowi wszelkich mutacji w celu przywrócenia przedwojennego rządu. Biorąc pod uwagę panujące na Pustkowiach warunki, niemalże wszyscy poza nimi są narażeni na mutację. Z tego względu są uznawani za wrogów Enklawy.
- Republika Nowej Kalifornii (RNK) – republika konstytucyjna będąca największym stronnictwem w postapokaliptycznej Ameryce, zarówno pod względem liczebności, jak i posiadanych ziem. RNK wzoruje się na przedwojennej demokracji i jest oddana „wartościom starego świata”. Chociaż została założona w Kalifornii, działa również w Nevadzie, Oregonie, Kalifornii Dolnej i w Nowym Meksyku wzdłuż rzeki Kolorado.
- Legion Cezara – autokratyczna, totalitarna, zamknięta na obcych dyktatura składająca się z osiemdziesięciu siedmiu podbitych klanów, które z własnej woli odrzuciły najbardziej zaawansowane technologie i służą jako siła robocza. Inspirując się kulturą i ideałami Cesarstwa Rzymskiego, Legion poszerza swoje granice poprzez brutalny podbój sąsiednich ziem, a następnie masakrowanie i niewolenie ich mieszkańców i niszczenie ich kultur.
- Uczniowie Apokalipsy – nie posiadająca wyrafinowanych struktur rządowych grupa, której celem jest udzielanie pomocy humanitarnej oraz odzyskiwanie, zachowywanie i upowszechnianie wiedzy. Pochodzą z miasta Boneyard w RNK, spotkać można ich jednak na całym wschodzie, gdzie często prowadzą kliniki lub w inny sposób sprzątają bałagan stworzony przez inne frakcje.
- Supermutanci – wynik przedwojennych eksperymentów z wirusem wymuszonej ewolucji, który zamienił ludzi w dużych i bezpłodnych mutantów nie mogących umrzeć z przyczyn naturalnych. Chociaż większość jest wrogo nastawiona wobec ludzi i żyje na Pustkowiach, istnieją niewielkie społeczności supermutantów nastawionych wobec ludzi pokojowo.
- Pan House – właściciel Nowego Vegas, powojennej wersji Las Vegas. Dawniej wpływowy biznesmen i naukowiec, który przewidział wielką wojnę i spędził dwanaście lat na opracowywaniu planu mającego uchronić miasto przed zniszczeniem. Chociaż udało mu się ocalić Strip, okoliczne tereny zostały zdewastowane po zrzuceniu bomb. Mając nadzieję na poprowadzenie ludzkości po apokalipsie poddał się zabiegowi, który utrzymuje go przy życiu, tworząc jednocześnie długofalowe plany odbudowy cywilizacji, ponownego rozkwitu wynalazczości i przemysłu, do czego chce wykorzystać zyski, jakie generuje Strip, który udostępnia innym frakcjom jak klientom.
- Bandyci – łupieżcy, przestępcy i inne nomadyczne klany, którzy w celu przetrwania stosują przemoc i grabież. Nie są zorganizowaną frakcją, na Pustkowiach działają rozliczne grupy bandytów, a każda z nich jest w różnym stopniu wroga wobec gracza[16].
- Instytut – frakcja stworzona przez potomków Instytutu Technologicznego Massachusetts, pełniąca funkcję antagonisty w Fallout 4. Posiada najbardziej zaawansowaną technologię na terenie Wspólnoty (rejon dawnej Wspólnoty Massachusetts), oraz odpowiada za tworzenie syntków – syntetycznych ludzi, którzy są w Instytucie niewolnikami. To czyni z Instytutu wroga Bractwa Stali oraz Trasy.
- Trasa – niewielka i tajemnicza organizacja walcząca z Instytutem. Jej celem jest oswobodzenie syntków i zniszczenie Instytutu. Jest również wrogiem Bractwa Stali, które woli zniszczyć syntki. Jej siedziba znajduje się w katakumbach pod Old North Church.
- Minutemani – nawiązująca nazwą do przedrewolucyjnych ochotników do Armii organizacja mająca na celu ochronę mieszkańców Wspólnoty przed bandytami, mutantami i Instytutem. Zostali prawie całkowicie zniszczeni, jednak wciąż funkcjonują i powoli łączą całą Wspólnotę w sieć współpracujących osad. Ich siedzibą jest Zamek (dawny Fort Independence).

### Wpływy
Seria czerpie z pulp magazines i komiksów o superbohaterach, których korzenie sięgają początków ery atomowej i marzeń żyjących w tych czasach ludzi o świetlanej przyszłości, przedstawia ją jednak w karykaturalny sposób. Retrofuturystyczna technologia z maszynami w stylu raygun gothic, takimi jak broń laserowa i kanciaste roboty, nawiązuje do Zakazanej planety. Komputery zamiast tranzystorów wykorzystują lampy elektronowe, wśród zrujnowanych budynków dominują style art déco i googie, bronie energetyczne przypominają te używane przez Flasha Gordona, a nieliczne pozostałe w świecie samochody przywodzą na myśl te z lat 50. Również pojawiające się w grze billboardy czy ulotki stylistycznie nawiązują do motywów z lat 50. Brak stylizacji na retro był jednym z powodów krytyki spin-offów.
Dużą inspiracją była książka A Boy and His Dog, w której główny bohater, Vic, wraz ze swoim psem Bloodem przemierzają pustynię południowo-zachodnich Stanów Zjednoczonych. Żeby przeżyć muszą kraść, bezustannie narażeni na ataki ze strony grup bandytów, zbuntowanych androidów i mutantów. Według Jessego Heiniga, jednego z twórców pierwszej części, książka „stanowiła dla Fallout inspirację na wielu poziomach – od podziemnych społeczności ocalałych po świecące mutanty”. Wśród innych inspiracji wymieniana jest seria Mad Max i sposób, w jaki przedstawia ona postapokaliptyczne pustkowia. W pierwszej części jednym z najwcześniej znajdowanych pancerzy jest kurtka przypominająca tę, którą grana przez Mela Gibsona postać nosiła w Mad Maksie II: Wojowniku szos.

## Rozgrywka

### SPECJAŁ
SPECJAŁ (w ang. wersji językowej „S.P.E.C.I.A.L.”) to system tworzenia postaci i rozwijania statystyk opracowany specjalnie na potrzeby serii. „SPECJAŁ” jest akronimem oznaczającym siedem atrybutów określających grywalne postaci: siłę, percepcję, energię (wytrzymałość), charyzmę, jasny umysł (inteligencję), akrobatykę (zwinność) i łut szczęścia. SPECJAŁ mocno inspirowany jest systemem GURPS, który pierwotnie planowano wykorzystać w grze.
System pozwala zarządzać:
- Atrybutami (wymienione powyżej) reprezentującymi podstawowe umiejętności postaci. Atrybuty pozostają z reguły niezmienne przez całą grę, chociaż tymczasowo mogą zostać zwiększone przez narkotyki, noszenie pancerza wspomaganego czy obecność określonych NPC. Może się zdarzyć, że na pewnym etapie gry zostaną trwale zmienione po wykorzystaniu określonych przedmiotów.
- Umiejętnościami, reprezentującymi to, w jaki sposób postać może korzystać z różnych przedmiotów, np. wytrychów, co wpływa na otwieranie zamków. Punkty umiejętności przyznawane są każdorazowo, gdy postać osiągnie wyższy poziom. Dodatkowo na początku gry wybrać można trzy główne umiejętności, które rozwijają się szybciej.
- Profitami, będącymi specjalnymi umiejętnościami zapewniającymi postaci premie albo pozwalającymi nauczyć się nowych zdolności. W dwóch pierwszych częściach profit odblokowuje się co trzy poziomy doświadczenia, w New Vegas co dwa, zaś w Fallout 3 i Fallout 4 po awansie na każdy kolejny poziom.

W Fallout 4 system został zmieniony, przez co opiera się wyłącznie na atrybutach i profitach. W przeciwieństwie do wcześniejszych gier, atrybuty traktowane są jak profity, co pozwala na zwiększanie ich wartości po awansie na kolejny poziom doświadczenia. Każdy atrybut posiada dziesięć poziomów, a każdemu poziomowi przypisany jest profit, najczęściej również podzielony na kilka poziomów.
Poza grami z serii Fallout, zmodyfikowana wersja SPECJAŁ-u wykorzystana została również w grze Lionheart: Legacy of the Crusader, na wczesnych etapach produkcji nazywanej Fallout Fantasy, w której do systemu dodano ducha i magię, oraz w anulowanej grze Black Isle’s Torn.

### Pip-Boy i Vault Boy
Pip-Boy (Personal Information Processor-Boy) to ikoniczny dla serii komputer na rękę, zdobywany przez postaci na wczesnych etapach Fallout, Fallout 2, Fallout 3, Fallout: New Vegas i Fallout 4, służący jako dziennik, radioodbiornik oraz narzędzie pozwalające zarządzać ekwipunkiem czy statystykami.
Vault Boy to maskotka Vault-Tecu, często występująca w formie logotypu na przedmiotach stworzonych przez Vault-Tec. W pip-boyu Vault-Boy służy jako ilustracja dla wszystkich statystyk postaci, zaś od Fallout 3 również jako ilustracja dla modeli ubioru i broni.

## Procesy sądowe
Interplay, zmagający się z widmem bankructwa, w czerwcu 2004 roku sprzedał Bethesdzie prawa do stworzenia trzech gier z serii Fallout. Nie rozwiązało to jednak problemów finansowych spółki, która trzy lata później sprzedała Bethesdzie prawa do marki. Interplay zyskał jednak prawa do stworzenia przeznaczonej na komputery osobiste gry MMO osadzonej w uniwersum, zobowiązując się do zgromadzenia w ciągu dwóch lat od podpisania umowy 30 milionów dolarów zabezpieczenia, jak również do tego, że do 4 kwietnia 2009 roku ruszą prace nad grą. Dwa dni przed upływem terminu Interplay nawiązał współpracę z bułgarskim studiem Masthead, mającym stworzyć Project V13, jak nazwano planowaną grę MMO. 8 września 2009 roku Bethesda pozwała Interplay, twierdząc, że wydawca nie wywiązał się z umowy, sąd odrzucił jednak wniosek. Przez następne miesiące Bethesda podejmowała kolejne próby zablokowania produkcji Project V13, jak również oskarżając Interplay o sprzedawanie pierwszych trzech gier z serii nie mając do tego praw, dodatkowo udostępniając je w pakiecie Fallout Trilogy, wprowadzając klientów w błąd, ponieważ nazwa sugerowała, że pakiet zawiera również stworzonego przez Bethesdę Fallouta 3. Spór pomiędzy przedsiębiorstwami zakończył się 20 grudnia 2011 roku zawarciem porozumienia, na mocy którego Bethesda zapłaciła dwa miliony dolarów Interplayowi, który zobowiązał się do przerwania prac nad Project V13, przekazania Bethesdzie kodów źródłowych pierwszych gier i niewysuwania w przyszłości roszczeń wobec marki.

## Seria Fallout

### Gry komputerowe
Źródło: Gry-Online
- Fallout (1997)
- Fallout 2 (1998)
- Fallout Tactics: Brotherhood of Steel (2001)
- Fallout: Brotherhood of Steel (2004)
- Fallout 3 (2008)
- Fallout: New Vegas – gra została wydana w 2010 roku. Niektóre fragmenty fabuły gry zostały zaczerpnięte z nieukończonego projektu Van Buren, nad którym pracowało studio Black Isle[23]. Poza nowymi utworami, użyto także muzyki z pierwszych dwóch części serii, stworzonej przez Marka Morgana[24].
- Fallout Shelter – przeznaczona na urządzenia z systemem iOS i Android darmowa gra polegająca na zarządzaniu Kryptą. Wydana w 2015 roku[25]
- Fallout 4 (2015)
- Fallout 76 (2018)

### Gry stołowe
- Fallout: Warfare[26]
- Fallout Shelter[27] – gra planszowa wydana w 2020 roku przez Fantasy Flight Games (w Polsce przez wydawnictwo Rebel).